# Route nationale 742
La route nationale 742 ou RN 742 était une route nationale française reliant Lusignan à Gençay. À la suite de la réforme de 1972, elle a été déclassée en RD 742.

## Ancien tracé de Lusignan à Gençay (D 742)
- Lusignan
- Vivonne
- Château-Larcher
- Gençay